# Kilamba

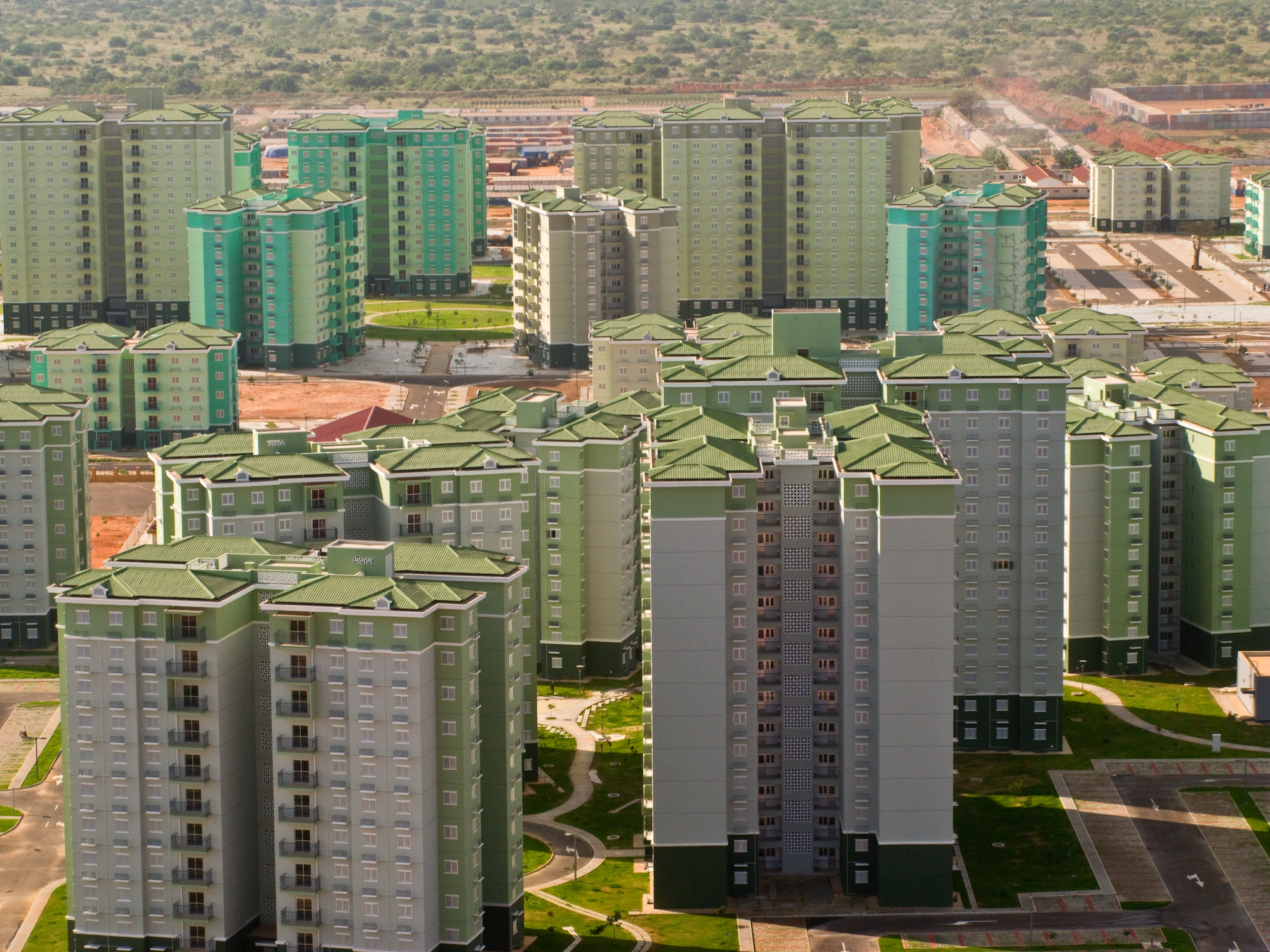
Kilamba

Nova Cidade de Kilamba – miasto w Angoli, położone 30 km od stolicy, Luandy. Zbudowane przez China International Trust and Investment Corporation. Na obszarze ok. 50 km² wybudowano 750 ośmiopiętrowych apartamentowców, 12 szkół i ponad setkę obiektów handlowych i usługowych. Według pierwotnych planów, w Kilambie miałoby mieszkać nawet pół miliona ludzi. Przez kilkanaście miesięcy po zakończeniu budowy pozostawało w większości niezamieszkane, gdyż ceny apartamentów (120-200 tys. $) przekraczały możliwości finansowe Angolczyków. Reporterka BBC określiła je „miastem duchów”. W 2015 populacja miasta wynosiła już ok. 80 000.